# Jean de Mansencal
Jean de Mansencal, né à la fin du XVe siècle à Bazas et mort le 28 octobre 1562 à Toulouse, est un juriste, conseiller, puis premier président du parlement de Toulouse.

## Biographie
Jean de Mansencal naît à Bazas à la fin du XVe siècle. Son père est lieutenant du roi[évasif]. Le 6 mars 1521, Jean de Mansencal devient conseiller au parlement de Toulouse. Le 16 novembre 1537, il est nommé président, puis, le 7 mars 1539, premier président. 
Entre 1527 et 1547, il fait bâtir un hôtel particulier sur la rue Na-Coraille (actuel no 3 rue Espinasse), au cœur du capitoulat de Saint-Barthélémy, le quartier des parlementaires. L'édifice, caractéristique des hôtels de l'aristocratie toulousaine de la première moitié du XVIe siècle, est construit entre cour et jardin. Il s'en distingue par le soin apporté à l'utilisation du vocabulaire nouveau de la Renaissance. En particulier, la façade sur jardin est remarquable, exemple précoce à Toulouse de la superposition des ordres dorique, ionique, corinthien.
Le 8 janvier 1544, il pose la première pierre du Pont-Neuf de Toulouse, qui est achevé 88 ans plus tard.
En 1560, Jean de Mansencal assiste aux dernières sessions du jugement d'Arnaud Duthil (dit Pansette), pendu puis brulé en 1560 pour avoir usurpé l'identité de Martin Guerre. C'est notamment Jean de Mansencal qui convoque Arnaud Duthil, Martin Guerre et son épouse Bertrande la veille de la condamnation définitive.
Jean de Mansencal meurt le 28 octobre 1562.

## Famille
Le 15 décembre 1514, Jean de Mansencal épouse Antoinette d'Olmières, fille de Georges d'Olmières, baron de Saint-Sernin (juge de Comminges en 1497, conseiller au parlement de Toulouse en 1505, président en 1521). Ils ont deux enfants :
- Jean : il épouse Marie de Saint-Salvadour ;
- Jeanne : elle épouse Raymond Pélisson, seigneur de Redon, premier président du parlement de Savoie.

Après la mort de sa première épouse, Jean de Mansencal épouse Jeanne de Vidal (morte 1595), fille de Jean de Vidal. Ils ont sept enfants, dont :
- Marguerite : elle épouse Gabriel du Bourg, conseiller au parlement ;
- Jean : seigneur de Crépiac, gouverneur de Montpellier, il épouse Antoinette de Bonald en décembre 1561 ;
- François : seigneur de Venerque, capitoul en 1588, épouse Jeanne de Lamamye en mars 1576 ;
- Pierre (mort en 1573) : seigneur de Miramont, avocat au parlement de Toulouse, puis président en 1572, il épouse Gabrielle de Coignard en décembre 1570[1].

## Son blason
D'argent à un aigle de sable, le vol étendu, chargé de trois croisettes d'argent posées une sur chaque aile et une sur l'estomac, les serres appuyées sur deux roues de gueules posées une sous chaque serre (Armor. 1696, 441.).

### Le dilemme
Une sculpture du blason des Mansencal se trouve sur l'église de Grépiac.
Celui-ci est représenté différemment, en cela que l'aigle a le vol abaissé (les ailes vers la pointe).
Une polémique entoure la description du blason, entre la version de Grépiac et la version qui se trouve sur le portrait de Jean de Mansencal (qui a été peint 200 ans environ après le décès du modèle).

### Texte suivant la description du blason
Les Mansencal, originaires de Bazas, où ils avaient une portion de la seigneurie, s'établirent au D. de Toulouse au commencement du XVIe siècle et y possédèrent les Seigneuries de Venerque et de Miramont. Cette famille a donné au parlement des avocats généraux, des conseillers et un premier président célèbre par sa piété et par ses lumières. Ce fut en sa faveur qu'Henri II ordonna que les premiers présidents du parlement de Toulouse jouiraient des mêmes faveurs et privilèges que les premiers présidents du parlement de Paris. (Lafaille, Noblesse des capitouls, 167 ; Raynal, 339 ; Biogr. Toul., II, 14.)

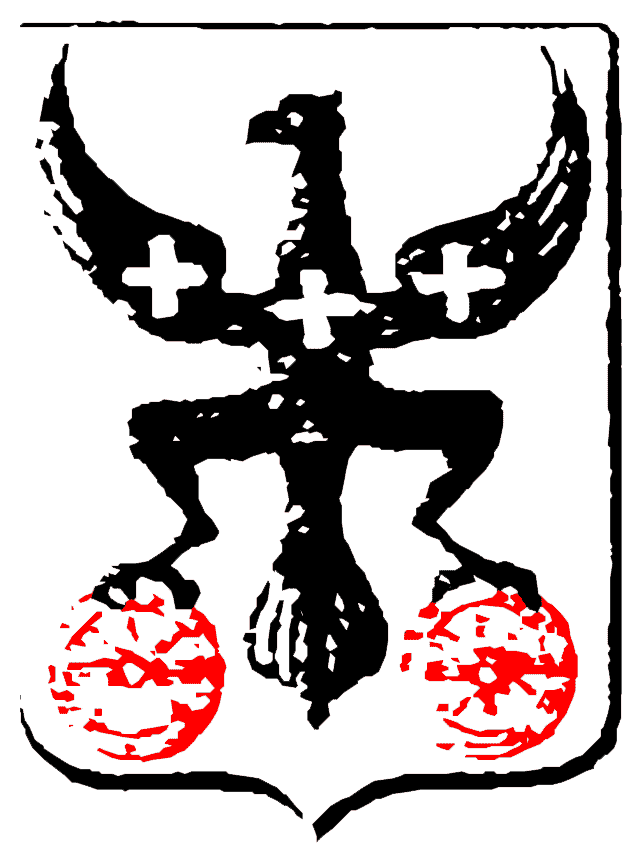
Le blason de Jean de Mansencal (archives de la ville de Rieumes).
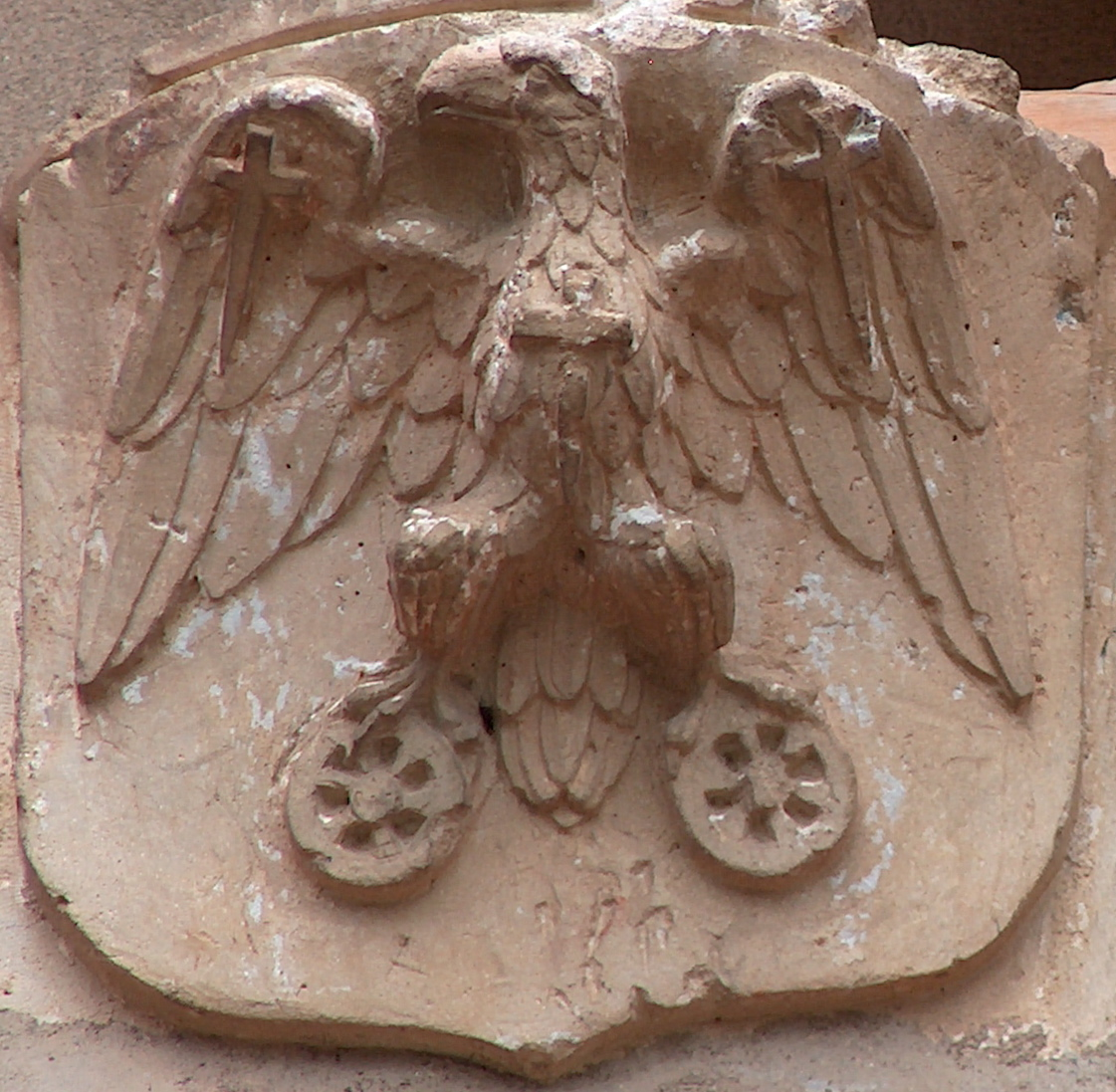
Le Blason de Jean de Mansencal posé sur l'entrée de l'église de Grépiac. Les ailes sont abaissées sur cette version.

## Une anecdote
Trouvée dans Aperçu sur l'histoire de Bazas depuis les origines jusqu'à la Révolution par Jean-Roger d'Anglade aux éditions "Les Amis du Bazadais", 1987
"Si l'influence du clergé féodal de Bazas a préparé, disions-nous, un pape à l’Église en la personne de Bertrand de Goth, notre magistrature locale a formé, d'autre part, un Premier Président qui a illustré le Parlement de Toulouse pendant les guerres civiles du XVIe siècle. Je veux parler de Jean de Mansencal, né à Bazas, fils d'un lieutenant-civil de notre Présidial, et mort à Toulouse en 1563. Comparer Mansencal au chandelier Michel de l'Hôpital, ne serait pas un excès d'honneur pour notre magistrat bazadais. Au hasard, prenons dans sa vie une anecdote qui mette en relief l'indépendance de son caractère et le respect dont il entourait sa haute profession :
Le Prince de Condé, nommé Gouverneur de Languedoc, faisait son entrée à Toulouse. Mansencal fut invité à lui présenter ses devoirs. C'était déroger à la coutume d'après laquelle le Gouverneur était tenu de devancer le Premier Président. Mais, en l'espèce, le Gouverneur étant prince de sang, paraissait avoir droit à des égards exceptionnels. Mansencal refusa d'innover et se retrancha derrière les prérogatives de sa charge. Le Parlement et la suite du Prince négocièrent, mais sans résultat. Enfin, un expédient fut imaginé : Le Gouverneur et le Premier Président sortiraient chacun de leur hôtel à la même heure, avec leur escorte, et se rencontrant sur la place publique se diraient l'un à l'autre : "Monsieur, j'allais chez vous." Ainsi, le litige était tranché en fait, sans qu'on eut touché au principe. Le portrait de Mansencal orne aujourd'hui la chambre dorée de la cour d'appel de Toulouse, mais à Bazas son nom même est oublié."

## Hommages
Plusieurs communes françaises ont donné son nom à une ou plusieurs voies :
- une rue et une impasse du quartier de la Terrasse, à Toulouse ;
- une rue du centre-ville de Venerque.